# Walter Sachs (Künstler)

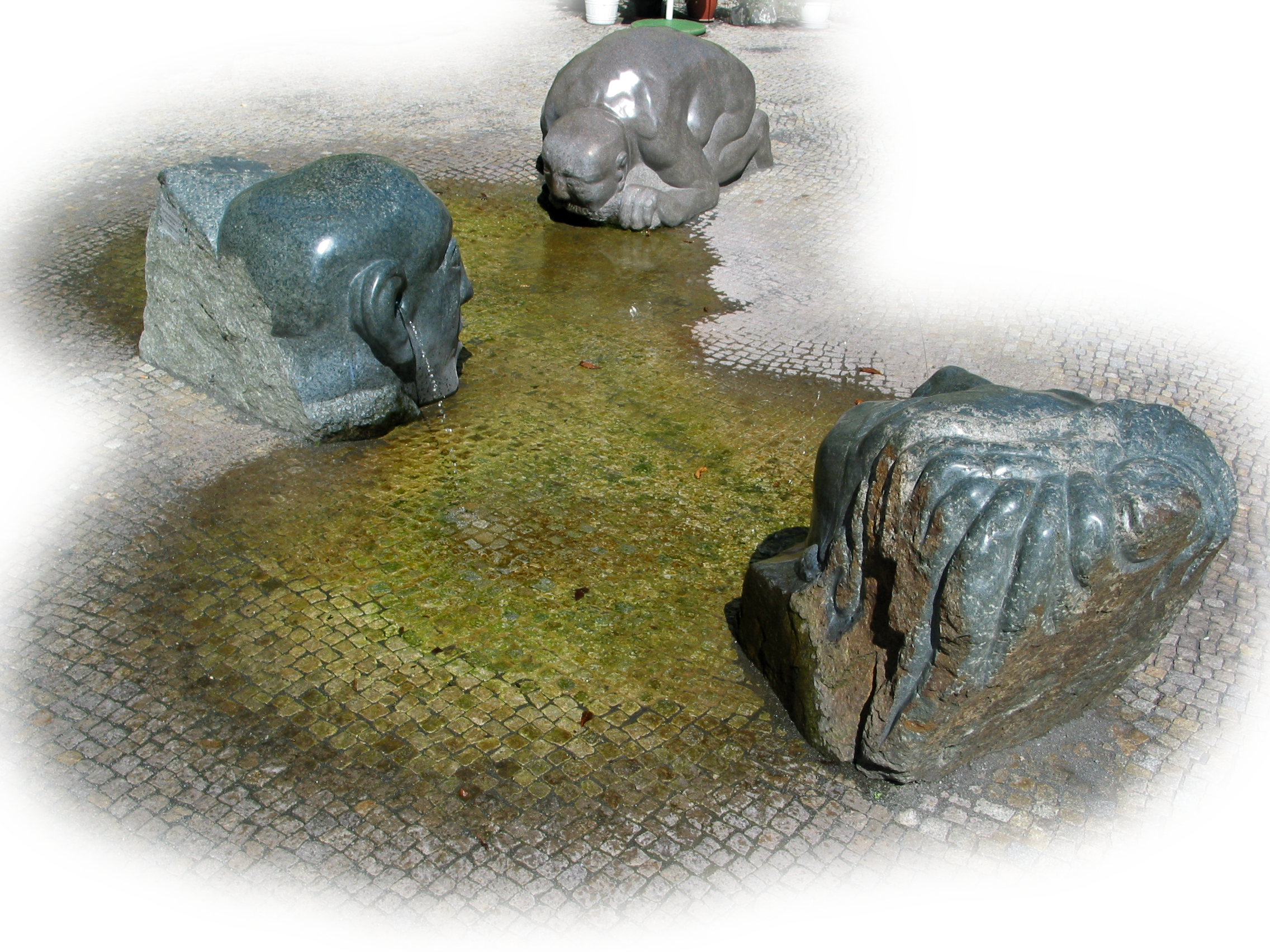
Das Trinkwasserspiel „Spucken und Schlucken“

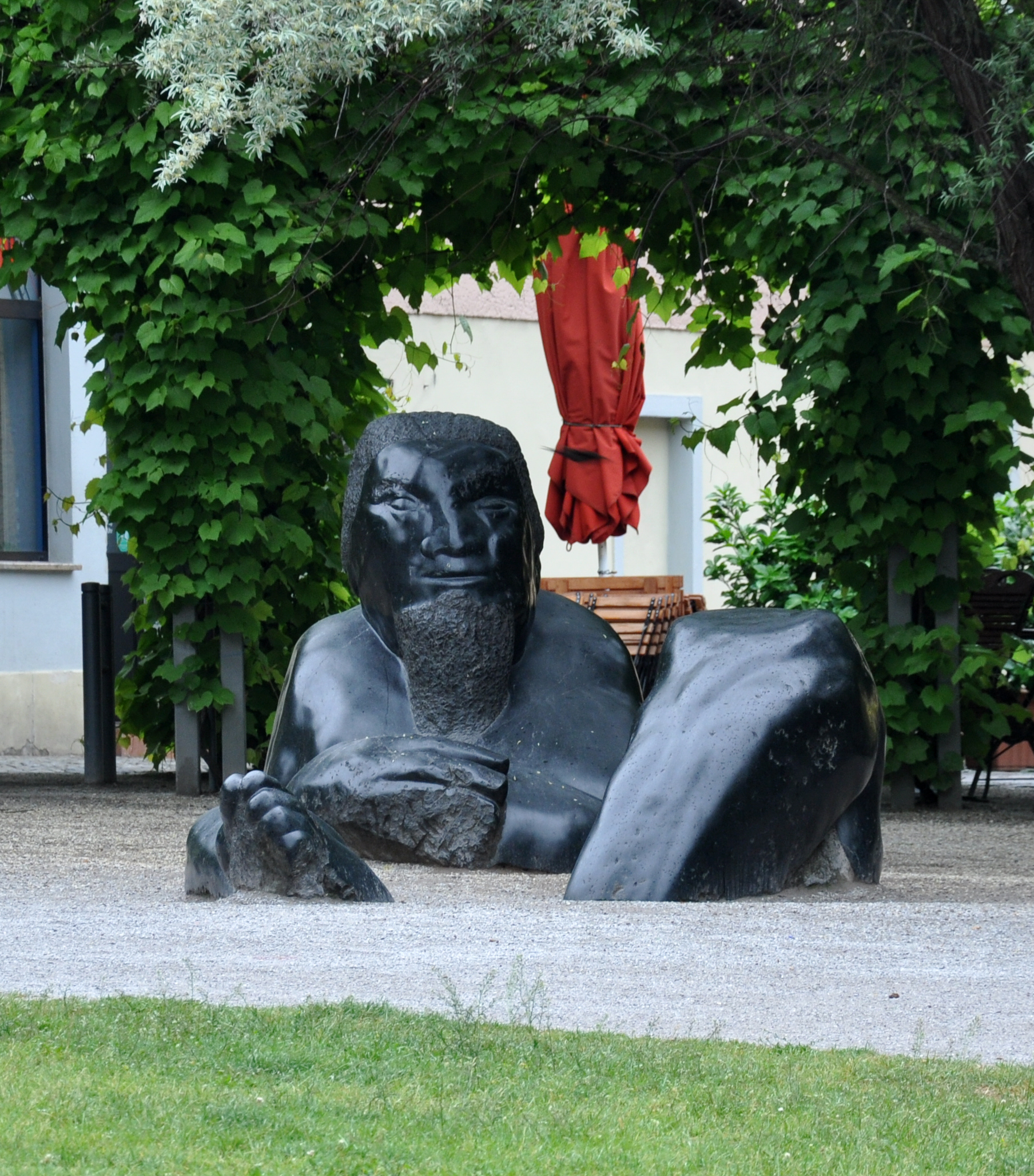
Versunkener Riese auf dem Frauenplan in Weimar

Walter Sachs (geb. 1954 in Weimar) ist ein deutscher Bildhauer, Graphiker und Maler.
Seit 1981, nach Abschluss seines Studiums an der Hochschule für Bildende Künste Dresden bei Günter Horlbeck, ist er als Künstler freischaffend in Weimar tätig. Außerdem lehrt er an der Weimarer Mal- und Zeichenschule im Fach Bildhauerei.
Seine Arbeiten sind im Besitz zahlreicher öffentlicher bzw. privater Sammlungen, sind aber auch im öffentlichen Raum anzutreffen wie u. a. in Weimar, Erfurt, Gotha und Jena. In der DDR war er u. a. auf der IX. Kunstausstellung der DDR 1982/1983 in Dresden vertreten. 
Für seine Arbeiten erhielt Sachs mehrere Preise. So bekam er u. a. 1989 den Wilhelm-Höpfner-Preis der Winckelmann-Gesellschaft, 1993 den VEAG-Kunstpreis, 1999 den Weimar-Preis, Kulturpreis der Stadt Weimar, und 2001 das Reisestipendium nach China des Thüringer Ministeriums für Kultur (TMWFK).
Sachs hat eine lange Reihe von Ausstellungen organisiert. Im Jahr 2014 entdeckte er die Silexspitze von Weimar-Ehringsdorf.

## Werke (Auswahl)
- Wasserspiel „Spucken und Schlucken“, aufgestellt in Weimar
- Versunkener Riese, aufgestellt in Weimar
- Glockenzier in der Herderkirche Weimar
- Löwe, aufgestellt in Weimar
- Brücke über Sand, aufgestellt in Weimar
- Christus in der Rast, aufgestellt in Erfurt
- Im Zweifel für den Sündenfall, aufgestellt in Gotha
- Am Lebensweg, aufgestellt in Erfurt